# Modista
Una modista o un modista és la persona que té per professió el disseny i confecció de peces de vestir com ara vestits, bruses, abrics, pantalons, etc. Modernament, quan el procés d'elaboració de vestits s'ha industrialitzat o bé s'ha adreçat a l'alta costura, també s'ha denominat dissenyador o dissenyadora de moda. La modista acorda amb el seu client el tipus de roba que confeccionarà concretant-ne els detalls pel que fa a formes, colors, material, acabats, etc. Seguidament pren mesures de diferents parts del cos per establir les dimensions que han de tenir les peces.
Alguns modistes també dissenyen periòdicament col·leccions de creació pròpia de peces que s'han de confeccionar en sèrie. En aquest cas, realitzarà l'escalat dels patrons per obtenir les talles que es desitgin partint d'una talla base. Cada temporada presenten les seves col·leccions a passarel·les de moda a les quals assisteixen els seus principals clients així com mitjans de comunicació especialitzats.
Entre les aptituds necessària per exercir l'ofici de modista figuren la creativitat i el sentit de l'estètica. Ha de conèixer en profunditat els materials tèxtils de què es pot disposar, les seves propietats, característiques, aplicacions, capacitat de transformació i terminacions. A més, ha de conèixer els complements que es poden combinar amb les peces com ara bosses, sabates o joies per oferir en la col·lecció una harmonia de conjunt. La dissenyadora obté la seva inspiració en fires professionals, certàmens o revistes de moda tant pel que fa als avenços en matèria de moda, com en la tecnologia del disseny i la confecció que s'hi relaciona.
Actualment la feina s'ha diversificat i hi ha diferents professions associades al procés de confecció, que tenen el suport de les màquines que tallen, cusen i fins i tot confeccionen.

## Història
Fins a finals del segle xviii no hi havia modistes, o ho eren només en el si de l'entorn domèstic. Eren els sastres els únics que podien exercir l'ofici de fer vestits, en tenien l'hegemonia i també s'agruparen en gremi, cosa que les modistes no van tenir mai. L'ofici de modista va ser una de les plataformes de l'emancipació femenina en el camp laboral i creatiu al llarg del segle xix i sobretot durant la primera meitat del segle xx, però sempre va ser un ofici precari que no comptà amb la protecció de gremis o sindicats.
Al llarg del segle xix i fins a la segona meitat del segle XX l'ofici de modista era exercit sobretot per dones. Les modistes dissenyaven, feien el patró, tallaven la roba, cosien i l'acabaven, amb traus, botons o cremalleres, colls, punys i butxaques, vores i rivets. Normalment la feina de modista o cosidora era essencial a la casa, i moltes dones sabien cosir per poder confeccionar la roba dels membres de la família. I així continua sent en moltes societats poc industrialitzades. En aquest context en què són les dones les que es fan càrrec de les cures i l'atenció a les necessitats bàsiques i a l'economia domèstica, la tradició feia que les mares ensenyessin a les filles a cosir. Després, si era el cas, podien seguir algun curs de patronatge, si es podien permetre pagar-lo. en què s'aprenia a dissenyar una peça de roba correctament, a aplicar-la a un teixit de prova i més tard a confeccionar-la.
A finals del segle xix es van divulgar alguns sistemes de patronatge creats per modistes per tal que les dones poguessin aprendre a fer-ne de manera autodidacta. És el cas del sistema Martí, creat per Carme Martí de Missé el 1890. O el mètode Feli, fundat per Felicidad Duce als anys vint.

## Sortides professionals
El dissenyador de moda té diverses sortides professionals entre les quals es troben:
- Patronista en un taller de moda.
- Dissenyador de vestuari en el món de l'espectacle: cinema, teatre, televisió, etc.
- Dissenyador de models propis.
- Dissenyador de complements de moda.
- Estilista

## Modistes famosos
- Rose Bertin, l'anomenada ministra de la moda, la primera modista, creadora de la moda del segle xviii, famosa per vestir Maria Antonieta, Reina de França
- Maria Molist, modista de prestigi a començaments del s. XX, propietària d'una casa de modes a Barcelona.
- Coco Chanel, revolucionària dissenyadora de modes i creadora de perfums francesa.
- Madeleine Vionnet, dissenyadora d'alta costura francesa, i com a tal, una de les figures més influents de la història de la moda,
- Cristóbal Balenciaga Eizaguirre, dissenyador de moda espanyol.
- Valentino, dissenyador de moda italià la marca, és una de les més prestigioses del món.
- Christian Dior, influent dissenyador de moda francès.
- Mary Quant, dissenyadora de moda britànica, creadora de la minifaldilla i dels pantis.
- Yves Saint-Laurent, reconegut dissenyador de moda francès, fundador de la marca de roba d'alta costura homònima.
- Rosa Clarà, modista i empresària, Creu de Sant Jordi per la seva destacada participació en el món de la moda femenina i per haver contribuït a la projecció exterior de Barcelona i Catalunya.
- Tomoe Shinohara, dissenyadora, actriu i excantant japonesa creadora de la moda decora
- Paco Rabanne. Va ser un dissenyador de moda hispano-francès. És conegut sobretot per les seves creacions tèxtils i per la utilització de colors i textures diverses.
- Tom Ford. És un dels dissenyadors actuals més famós de la moda masculina.
- Italo Zucceli. És el dissenyador italià de Calvin Klein. Li agrada jugar amb textures i materials, sol sorprendre pel volum del seu treball.